# Erik Colban
Erik Andreas Colban (Oslo, 18 ottobre 1876 – Oslo, 28 marzo 1956) è stato un diplomatico norvegese.

## Biografia
Era il figlio di Erik Andreas Colban (1841-1900), generale dell'esercito norvegese. Suo nonno Erik Andreas Colban era un decano nei distretti di Lofoten e Vesterålen.
Nel 1911 sposò Karen Marie Holter. La coppia ebbe un figlio: Erik Andreas Colban, che entrò nel servizio diplomatico e divenne ambasciatore come suo padre.  

## Carriera
Dopo la laurea entrò nel ministero degli affari esteri nel 1905. Nel 1918, ricoprì la carica di direttore della Società delle Nazioni. Nel 1930 tornò al servizio degli esteri norvegese. 
Fu ambasciatore norvegese in Gran Bretagna (1942-1946) che rappresenta il governo norvegese durante la seconda guerra mondiale e l'occupazione della Norvegia da parte della Germania nazista. Ha guidato la delegazione norvegese che ha partecipato ai preparativi per l'istituzione delle Nazioni Unite e ha partecipato come delegato norvegese nella prima assemblea generale.
Fu anche uno dei quattro membri norvegesi della Commissione crimini di guerra delle Nazioni Unite insieme a Jacob Aars Rynning, Finn Palmstrom e Terje Wold.